# FINE DAYS!
『FINE DAYS!』（ファインデイズ!）は、東海ラジオ放送で2016年8月1日から2017年9月29日まで放送されていたワイド番組。放送時間は平日の13:00 - 16:00（JST）。

## 概要
東海ラジオでは、1997年4月7日から平日の13 - 15時台は「宮地佑紀生の聞いてみや〜ち」が放送されていたが、パーソナリティ・宮地佑紀生が生放送中に不祥事を起こし2016年6月30日に打ち切りとなった。緊急措置のつなぎ番組として、「聞いてみや〜ち」の前にこの枠で放送されていた「ぶっつけワイド」を「復刻版」として7月末までの期間限定で放送し、7月20日に「聞いてみや〜ち」の後継番組として本番組を新たに開始することが正式に発表された。
パーソナリティは、「ぶっつけワイド」「聞いてみや〜ち」と半世紀近く名古屋のタレント・アナウンサーが東海ラジオ平日昼ワイドを担当してきた伝統を捨て、東京・大阪から日替わりでタレントを招聘する形式に変更された。月曜は彦摩呂、火曜は桂三度（世界のナベアツ）、水曜は笑福亭笑瓶、木曜は流れ星が担当した。アシスタントは日替わりで東海ラジオのアナウンサー・アナウンサー経験者があてられた。
ただし金曜に関しては、2016年4月より金曜の昼ワイド番組（13 - 15時台）に放送されていた「きくち教児の楽気!DAY」のパーソナリティだったきくち教児（タレント）・青山紀子（当時東海ラジオアナウンサー）が横すべりで担当。「楽気!DAY」は本番組のスタート以降はFINE DAYS!金曜版として組み込まれ、番組名「きくち教児の楽気!DAY」はFINE DAYS!金曜版の副題となった。
2017年9月29日に放送終了。後番組は名古屋のタレントが帯でMCを担当する形式に戻された。なお、金曜日「きくち教児の楽気!DAY」は独立番組に戻り土曜午前中のワイド番組に枠移動した。

## 曜日タイトル・パーソナリティ
月曜日「彦摩呂の今日もまんぷく!DAY」
- パーソナリティ：彦摩呂（タレント・グルメリポーター）
- アシスタント：川島葵（元東海ラジオアナウンサー）

火曜日「桂三度のホトケの顔も三度まDAY!」
- パーソナリティ：桂三度（世界のナベアツ：落語家・放送作家）
- アシスタント：川島葵
- レポーター：アンダーポイント（増野豊・本美大）

水曜日「笑福亭笑瓶のやっぱええんやDAY!」
- パーソナリティ：笑福亭笑瓶（タレント・落語家）
- アシスタント：前野沙織（東海ラジオアナウンサー）

木曜日「流れ星の笑わさ〜すDAY!」
- パーソナリティ：流れ星（ちゅうえい、瀧上伸一郎）
- アシスタント：前野沙織

金曜日「きくち教児の楽気!DAY」
- パーソナリティ：きくち教児（ローカルタレント）
- アシスタント：青山紀子（東海ラジオアナウンサー⇒フリーアナウンサー）

## タイムテーブル
- 一部のコーナーについては「聞いてみや〜ち」内で放送されていたものをそのまま引き継いだものや、タイトルは異なるが内容を引き継いだものを含んでいる。
- ※は「聞いてみや〜ち」からそのまま継続したコーナーを表す。

### 現在
時間帯は2017年5月現在。
13時台
- クイズ出すでぇぇぇ!（月 - 木）[4][5][6][7] - パーソナリティが最近の時事ネタからクイズを出題。正解者には、全国百貨店共通商品券1000円分が贈られる。なお、不正解の場合は、その金額が翌日にキャリーオーバーされる仕組みになっている。【（月）富士コーヒー、（木）信長のえびしょっぱい】
- 今日の川柳（金）
- 目指せ! 物知り時事さん（金）
- ええんやDAY！ポエム（水）
- マイホームパパ（月・水・金）[4][6]※
- キラッとキングに流れ星！パワースポットめぐり（木）【キング観光】

- 中日新聞ニュース【大垣共立銀行】・天気予報【愛昇殿】・東海ラジオ交通情報【多度大社】

14時台
- 夕刊エクスプレス - 中日新聞社社会部デスクと中継を結び、中日新聞夕刊から注目記事を紹介。[4][5][6][7]※【西濃運輸】
- ゲストとしゃべりまくるでぇぇぇ!
- スポンサー枠【泉屋製菓総本舗、（木）ほっかほっか亭】
- アンダーポイントが中継しておやつをゲットしてくるでぇぇぇ！（火）
- 快適生活ラジオショッピング※
- 中日新聞ニュース・天気予報【嘉文グループ】・東海ラジオ交通情報

15時台
- 架空リクエスト（木）
- ドラゴンズ情報[4][5][6][7]※
- クイズで商品券当てたるでぇぇぇ!（月 - 木）[4][5][7]【樹の恵本舗中村】
- しゃべって楽気!（金）【 同上 】
- 曜日別ちょっとエッチなコーナー[注 1]
  - はじめてのチョメチョメやでぇぇぇ!（月）[4][注 1]
  - 生涯一番よかったでぇぇぇ!（火）[5][注 1]
  - ここがっ…ええんやでぇぇぇ!（水）[6][注 1]
  - エロディベートやったるでぇぇぇ!（木）[7][注 1]
  - てれるぜ! 楽気!（金）[注 1]
- 地球はみどり（火）[5]※【花ごころ】
- 杉浦一幸のおしゃれインテリアトーク（水）[6]※【DO LIVING ISSEIDO】
- リポート119（月 - 木）[4][5][6][7]※
- 中日新聞ニュース【イワクラゴールデンホーム】・天気予報・東海ラジオ交通情報
- エンディング
  - 最後に後続番組（2017年4月現在は「山浦・深谷のヨヂカラ!」）のパーソナリティーの山浦ひさし、深谷里奈とクロストークが行われる。

### 過去
- ショップジャパン FINEショッピング（月 - 木、13時台）[注 2]（2016年12月コーナー終了）
- 東海地方は第二の故郷やでぇぇぇ!（月 - 木、14時台）[4][5][6][7]（2016年9月コーナー終了）
- こんにちは三重県です（木、15時台）※（2017年3月コーナー終了）
- ニッポン放送 ラジオリビング（火・水、15時台）
  - ニッポン放送プロジェクトによる通販コーナー。東京のラジオ局であるニッポン放送と同じジングルとBGMが使用されている。進行はニッポン放送と違い、上田定行が番組アシスタント（川島葵・前野沙織）と共に進めていく。（2017年3月コーナー終了）

## 特別編成

### スペシャル放送
- 2016年8月13日 - 『TOKAIRADIO×アスナル金山『SHOW-CASE 929』FINE DAYS!「桂三度のホトケの顔も三度まDAY!」公開生放送』として17:00 - 18:00に放送。
- 2016年9月21日・22日：「東海ラジオ大感謝祭2016 ラジオ新生活〜NEW LIFESTYLE〜」公開生放送のため、通常放送を休止し特別対応。
  - 21日：「FINE DAYS!DAY1」として、名古屋市・オアシス21 銀河の広場より公開生放送（13:00 - 14:00）。本番組からの出演は、笑瓶、きくち、青山、川島、前野。
  - 22日：「FINE DAYS!DAY2 with 高井一 スイッチ・オン!」として、同所より公開生放送（13:00 - 15:00）。本番組からの出演は、彦摩呂、三度、流れ星、川島、前野。
- 2016年11月3日：「どぶろっくの笑わさ〜すDAY!」として、お笑いコンビのどぶろっくがパーソナリティを担当[8]。
- 2016年11月30日︰「松村邦洋のやっぱええんやDAY!」として、松村邦洋がパーソナリティを担当[8]。

#### 2017年
- 2017年3月29日︰「神奈月のやっぱええんやDAY!」として、神奈月がパーソナリティを担当[9]。